# Ги II де Баллиол
Ги II де Баллиол (англ. Guy de Balliol; умер до 1167) — феодальный барон Байуэлл, второй сын Бернарда I де Баллиола. Умер бездетным.

## Происхождение
Род Баллиолов происходил из Пикардии; их родовое прозвание восходит, вероятно, к названию поселения Байёль-ан-Вимё, находящегося неподалёку от Абвиля в графстве Понтье в современном французском департаменте Сомма. В Англии Баллиолы появились в 1090-е годы, когда Ги I де Баллиол получил от короля Вильгельма II Рыжего владения в Северной Англии — на землях, выделенных из графства Нортумбрия. Земли располагались в Нортумберленде, Йоркшире и Дереме. Поскольку Ги I не оставил сыновей, его наследником стал племянник, Бернард I де Баллиол, который от брака с Матильдой имел 4 сыновей, в том числе и Ги II

## Биография
Дети Бернарда I названы в порядке старшинства в «Liber Vitæ of Durham». Согласно этому списку, Ги II был вторым из сыновей. У него был старший брат Инграм, который, судя по всему, умер при жизни отца, не оставив детей, а также двое младших братьев — Эсташ и Бернард II Младший. Впервые Ги упомянут в качестве свидетеля в хартии отца по пожертвовании аббатству Клюни, датированной около 1138 года.
Бернард I умер между 1154 и 1162 годами, после чего его владения унаследовал Ги. Он сам умер в 1160-е годы — не позже 1167 года. Детей Ги не оставил, поэтому все владения унаследовал его младший брат Бернард II.